# 1966년 전미 비평가 협회상
제1회 전미 비평가 협회상은 1966년 최고의 영화를 기리기 위해 1967년 1월에 열린 시상식이다. 뉴욕, Algonquin Hotel에서 개최되었다.

## 수상 및 후보

### 작품상
- 욕망 수상

### 감독상
- 욕망 - 미켈란젤로 안토니오니 수상

### 여우주연상
- 뻔뻔한 노부인 - 실비 수상

### 남우주연상
- 알피 - 마이클 케인 수상